# (95016) Kimjeongho
(95016) Kimjeongho es un asteroide del cinturón principal descubierto el 9 de enero de 2002 por Young Beorn Jeon en el observatorio del monte Bohyunsan, en Corea del Sur. Está nombrado en honor del geógrafo y cartógrafo coreano Kim Jeongho.